# Barrie
Barrie es una ciudad al sureste de la provincia de Ontario, Canadá. Se ubica a 252 metros sobre el nivel del mar, al oeste del lago Simcoe y al este del lago Hurón, aproximadamente a 90 km al norte de Toronto. Es la 35a ciudad más grande del país con un área de 76,99 km² y una población de 130 000 habitantes.

## Toponimia
La ciudad fue nombrada en 1833 en honor a Sir Robert Barrie, (5 de mayo de 1774 – 7 de junio de 1841), un oficial británico de la Fuerza real, destacado por sus servicios en la guerra de 1812 y quien estaba a cargo de las fuerzas navales en Canadá.
Barrie era también el destino final de un ramal del Ferrocarril subterráneo. A mediados del siglo XIX, esta red de rutas secretas permitió a muchos esclavos americanos entrar en Barrie y sus alrededores.
Durante la Segunda Guerra Mundial la fuerza real de Canadá nombró un Clase Flower como HMCS Barrie.

## Geografía
Barrie se encuentra en la parte central del sur de Ontario, dentro de la mayor aglomeración urbana del país. Se puede acceder a través de carreteras importantes que hay en Canadá. El aeropuerto Internacional de Toronto Pearson está a menos de una hora.
El terreno es generalmente plano, cerca del centro de la ciudad y al sur se pueden encontrar algunas colinas.
La ciudad no tiene ríos importantes dentro de sus límites, pero tiene numerosos arroyos y riachuelos que suministran a la ciudad.

## Clima
la ciudad tiene un clima húmedo, con veranos cálidos y húmedos e inviernos fríos.
En los meses finales de la primavera y el verano, el área de Barrie es conocida por sus fuertes tormentas y la nube de embudo que en ocasiones parece un tornado, debido a su ubicación dentro de una convergencia de las brisas procedentes de Georgian Bay, el Lago Ontario y el lago Erie.
En los meses de invierno es escenario de importantes nevadas, un promedio de 238 centímetros de nieve cae al año, que tienden a estar al norte.
| Parámetros climáticos promedio de Barrie | Parámetros climáticos promedio de Barrie | Parámetros climáticos promedio de Barrie | Parámetros climáticos promedio de Barrie | Parámetros climáticos promedio de Barrie | Parámetros climáticos promedio de Barrie | Parámetros climáticos promedio de Barrie | Parámetros climáticos promedio de Barrie | Parámetros climáticos promedio de Barrie | Parámetros climáticos promedio de Barrie | Parámetros climáticos promedio de Barrie | Parámetros climáticos promedio de Barrie | Parámetros climáticos promedio de Barrie | Parámetros climáticos promedio de Barrie |
| Mes                                      | Ene.                                     | Feb.                                     | Mar.                                     | Abr.                                     | May.                                     | Jun.                                     | Jul.                                     | Ago.                                     | Sep.                                     | Oct.                                     | Nov.                                     | Dic.                                     | Anual                                    |
| ---------------------------------------- | ---------------------------------------- | ---------------------------------------- | ---------------------------------------- | ---------------------------------------- | ---------------------------------------- | ---------------------------------------- | ---------------------------------------- | ---------------------------------------- | ---------------------------------------- | ---------------------------------------- | ---------------------------------------- | ---------------------------------------- | ---------------------------------------- |
| Temp. máx. abs. (°C)                     | 14                                       | 14                                       | 24                                       | 30                                       | 32                                       | 35                                       | 36                                       | 36                                       | 33                                       | 28                                       | 21.5                                     | 19.5                                     | 36                                       |
| Temp. máx. media (°C)                    | −3.2                                     | −2.0                                     | 3.2                                      | 10.6                                     | 18.1                                     | 23.4                                     | 26.0                                     | 24.8                                     | 20.1                                     | 13.2                                     | 6.1                                      | 0.0                                      | 11.7                                     |
| Temp. media (°C)                         | −8.1                                     | −7.1                                     | −2.2                                     | 5.3                                      | 12.3                                     | 17.7                                     | 20.5                                     | 19.5                                     | 14.9                                     | 8.5                                      | 2.4                                      | −4.0                                     | 6.7                                      |
| Temp. mín. media (°C)                    | −12.8                                    | −12.1                                    | −7.5                                     | 0.0                                      | 6.5                                      | 12.0                                     | 15.0                                     | 14.2                                     | 9.6                                      | 3.7                                      | −1.4                                     | −7.9                                     | 1.6                                      |
| Temp. mín. abs. (°C)                     | −35                                      | −33                                      | −30.5                                    | −13                                      | −3                                       | 1                                        | 6                                        | 3                                        | −1.5                                     | −6.5                                     | −19.5                                    | −32                                      | −35                                      |
| Precipitación total (mm)                 | 95.4                                     | 52.8                                     | 57.0                                     | 62.9                                     | 77.3                                     | 86.6                                     | 73.4                                     | 92.6                                     | 97.6                                     | 76.8                                     | 82.6                                     | 83.7                                     | 938.5                                    |
| Lluvias (mm)                             | 15.3                                     | 13.3                                     | 28.9                                     | 57.8                                     | 77.2                                     | 86.6                                     | 73.4                                     | 92.6                                     | 97.6                                     | 74.3                                     | 62.1                                     | 21.3                                     | 700.2                                    |
| Nevadas (cm)                             | 80.2                                     | 39.5                                     | 28.1                                     | 5.0                                      | 0.1                                      | 0                                        | 0                                        | 0                                        | 0                                        | 2.5                                      | 20.6                                     | 62.4                                     | 238.4                                    |
| Días de precipitaciones (≥ 0.2 mm)       | 15.3                                     | 11.6                                     | 11.1                                     | 12.0                                     | 12.1                                     | 11.4                                     | 10.7                                     | 12.4                                     | 13.6                                     | 15.0                                     | 14.5                                     | 14.5                                     | 154.0                                    |
| Días de lluvias (≥ 0.2 mm)               | 2.7                                      | 2.8                                      | 5.2                                      | 11.0                                     | 12.1                                     | 11.4                                     | 10.7                                     | 12.4                                     | 13.6                                     | 14.8                                     | 10.6                                     | 4.3                                      | 111.5                                    |
| Días de nevadas (≥ 0.2 cm)               | 13.0                                     | 9.4                                      | 6.6                                      | 1.4                                      | 0.04                                     | 0                                        | 0                                        | 0                                        | 0                                        | 0.54                                     | 4.4                                      | 10.8                                     | 46.3                                     |
| Fuente: Environment Canada               |                                          |                                          |                                          |                                          |                                          |                                          |                                          |                                          |                                          |                                          |                                          |                                          |                                          |

## Economía
En Barrie existen numerosas fábricas entre ellas, una sede de Hydro One, una empresa que presta el servicio de energía para Ontario, The Source una minorista de productos eléctricos, una sede del Banco de Montreal, una sede de Scotiabank, una embotelladora de Coca-Cola, entre otras.
A pesar de estas grandes empresas Barrie ha sido cada vez más percibida como una ciudad hotelera para las personas que vienen desde Toronto, que está a unos 90 km al sur de Barrie. Aproximadamente el 32% de la fuerza de trabajo empleada viajan fuera de Barrie para conseguir empleo; sin embargo, la cifra de desempleo es de solo del 4%.

## Religión
| Religión              | Total  |
| --------------------- | ------ |
| Católico              | 28 385 |
| Protestante           | 46 840 |
| Cristianismo ortodoxo | 865    |
| Cristiano, n.i.e.     | 2 815  |
| Musulmán              | 445    |
| Judío                 | 340    |
| Budista               | 205    |
| Hindú                 | 250    |
| Sijismo               | 95     |
| Religiones orientales | 105    |
| Otras                 | 75     |
| No religiosos         | 21,930 |